# Ялина сиза
{{#ifeq:0|0|{{#if:|{{#if:Piceaglauca|[[]}}|}}}}
Яли́на си́за, глаука, бі́ла або кана́дська (Picea canadensis або Picea glauca) — хвойне дерево родини соснових (Pinaceae). Батьківщина — Канада і Аляска, звідки у XVIII столітті ялину завезли в Західну Європу.

## Ботанічні характеристики

### Будова і життєдіяльність

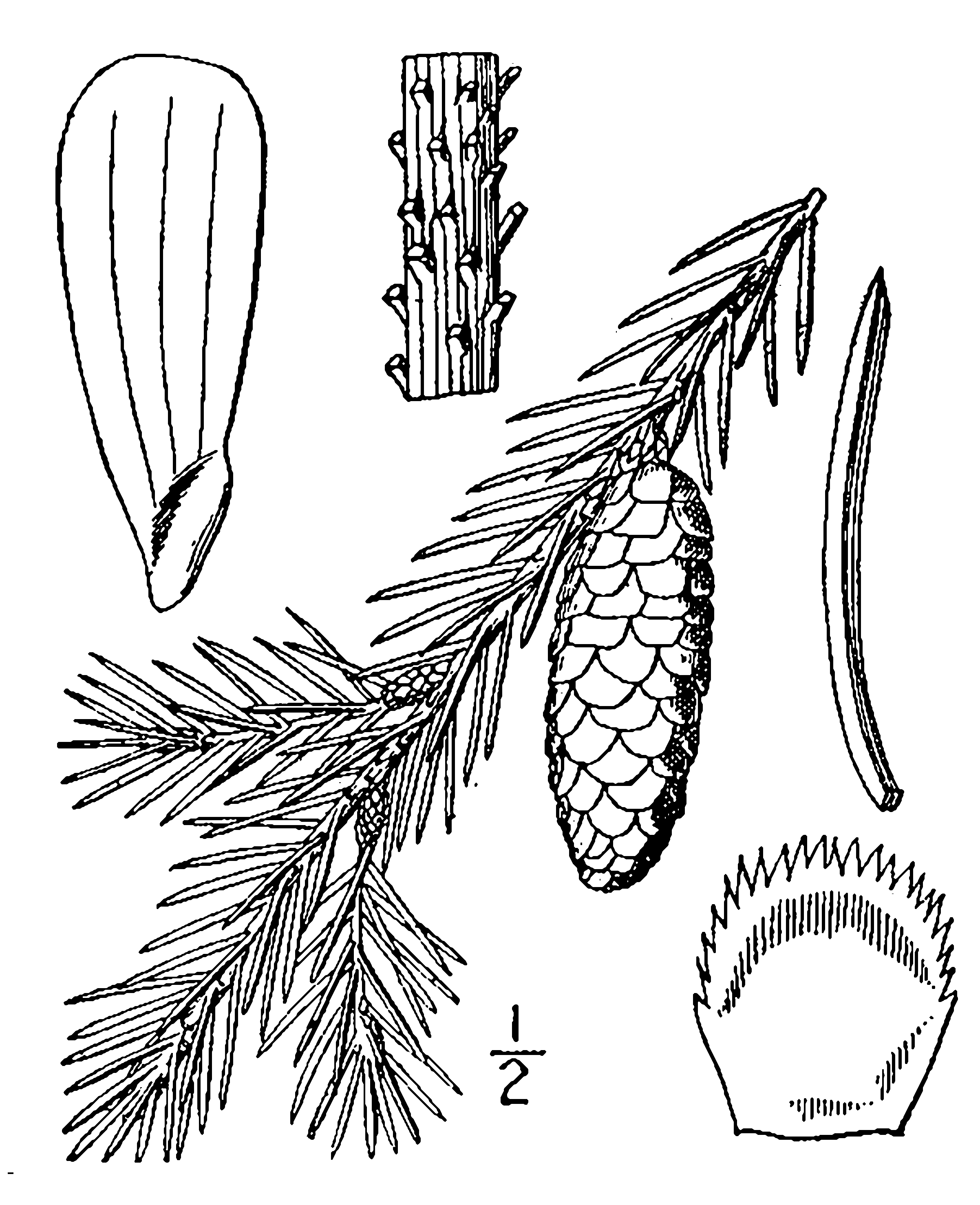
Гілка, шишка і насінина ялини канадської

Канадська ялина може досягати 20-30 м заввишки. Крона — густа, 60-120 см в діаметрі, конусоподібна. Гілки молодих дерев направлені косо вгору, старих — опущені донизу.
Хвоя — з блакитним відтінком, сизо-зелена. Якщо її розтерти — запах хвоїнок буде нагадувати чорну смородину. Жіночі шишки ялини — дерев'янисті, повислі, не розсипні. Насіння — з ложкоподібним крильцем.

### Розмноження
Розмножується канадська ялина насінням, розтрушеним з шишок. Штучно її також розводять живцями.
Дерево невибагливе до ґрунту, але краще росте на гарно дренованих суглинках. Також ялина канадська зимостійка і достатньо посухостійка. Доживає до 300 і навіть 500 років.

### Поширення
Батьківщина ялини — Канада і Аляска, де вона — найпоширеніша з усіх видів ялини. У дикому вигляді дерево і нині росте в лісовій зоні Північної Америки, де займає великі площі, переважно вздовж берегів річок і озер, утворюючи чисті та змішані насадження. В гори піднімається до висоти 1500 м. Канадська ялина — найзимостійкіша з усіх видів ялини.
У Західну Європу її завезли на початку XVIII століття з тієї ж Канади. В Україні канадську ялину найчастіше вирощують як декоративне дерево — у всіх областях країни. За поширеністю вона у нас поступається лише ялині колючій (Picea pungens Engelm.).

### Декоративні форми

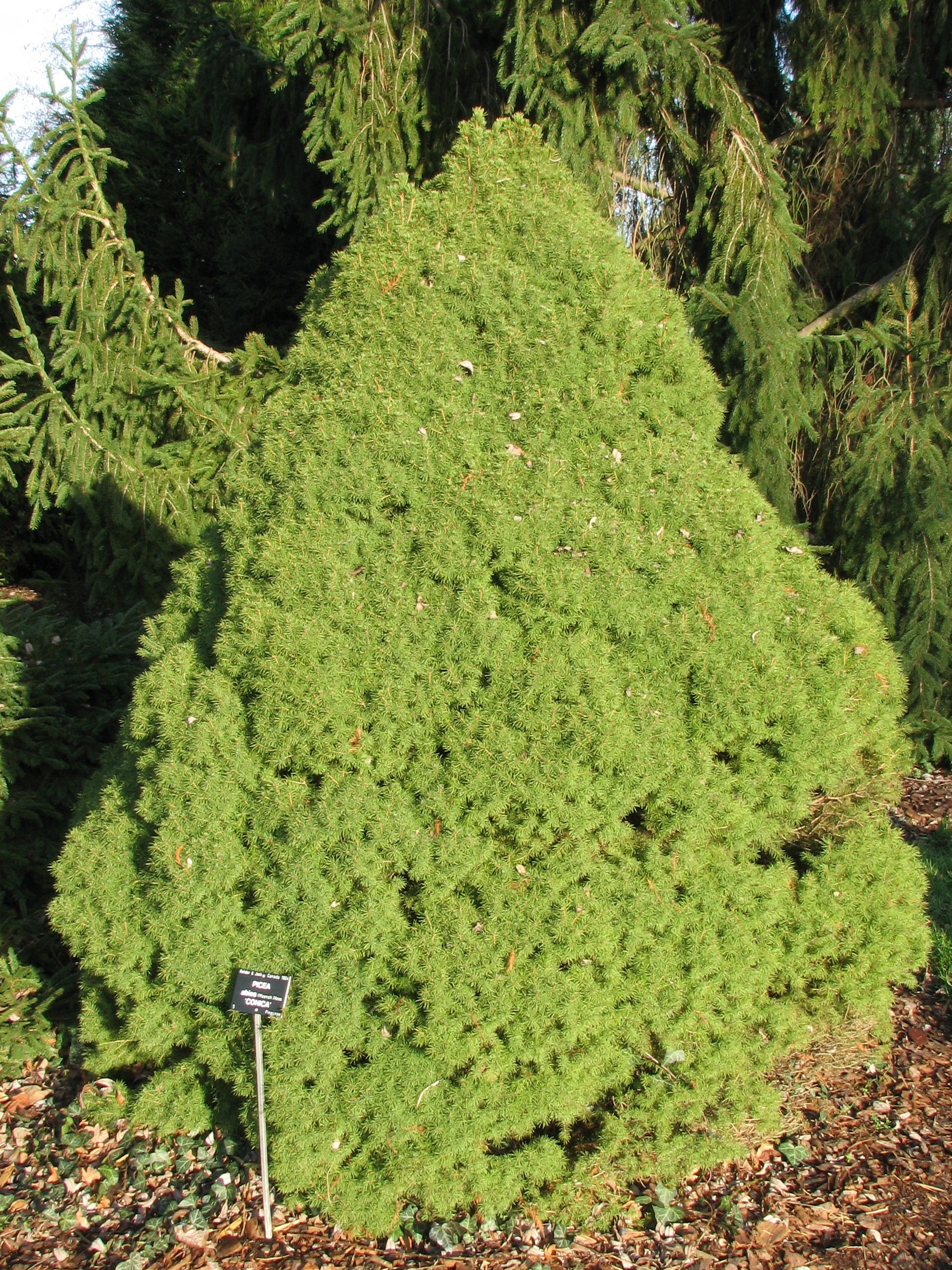
Найпоширеніша декоративна форма ялини канадської — «Коніка» («Conica»)

Відомо близько 20 декоративних форм ялини канадської — різної висоти, конфігурації крони (конічна чи кулеподібна) і кольору хвої (світло-зелена, золотиста, блакитно-зелена чи сизо-блакитна).
Серед садівників особливо популярні карликові канадські ялини, які можна вирощувати навіть у квітниках (їх поєднують, наприклад, з вереском) чи горщиках. Але практично всі декоративні форми дерева схильні до пошкоджень сосновим павутинним кліщем.
- Форма «Ауреа» («Aurea») — дуже швидко росте. Хвоя на верхній стороні має золотавий колір. У культурі відома з 1866 року.

- «Ауреаспіката» («Aureospicata») — відрізняється жовтим кольором хвої і молодих пагонів, але лише влітку. Пізніше дерево стає зеленим. Ця форма виникла в 1890 році в розсаднику в Карлсруе (Німеччина).

- «Коніка» («Conica») — найпопулярніша конічна форма ялини канадської. В 60 років висота дерева може сягати 4 м. Крона — пірамідальна, щільна, густа та пухка, діаметром до 2 метрів. Світло-зелена хвоя зовсім не колюча на дотик. Росте ця форма канадської ялини дуже повільно. В розсадниках часто пошкоджується червоним павуком.

Коніка ефектна в найрізноманітніших композиціях: на партері чи в групових насадженнях. Рекомендується для вирощування в контейнерах на дахах, терасах, в групових насадженнях біля будинків, для оформлення кам'янистих садів. Дерево тіньовитривале.
Мутанти канадської ялини «Коніка» — «Альберта Глобе», «Лаурін», «Елеганс Компакта», «Гном», «Граціліс Компакта», які часто продають під однією назвою — «Коніка», але вони все ж таки відрізняються.
- «Ехініформіс» («Echintformis») — міні-форма канадської ялини, росте дуже повільно. В 30 років висота дерева — 0,5 м.

Крона кулеподібна, близько 1 м в діаметрі. Пагони короткі, до 2 см довжиною, та, як і бруньки, — коричневі. Хвоя 5-7 мм в довжину, дуже вузька, блакитно-зелена, розташована радіально. Коріння сильне, рясно вітриться. «Ехініформіс» краще росте на малокислих, вологих ґрунтах. Дерево світлолюбне.
Вперше цю форму вивели у Франції в 1955 році, а сьогодні вона широко поширена по всій планеті. Нерідко це дерево плутають зі схожою формою ялини чорної.
- «Елеганс Компакта» («Elegans Compacta») — має конічну форму, але росте швидше, ніж «Коніка» — додає 4-5 см щорічно. Молоді пагони і бруньки жовто-коричневі. Хвоя — свіжо-зелена, 8-10 мм в довжину. Вперше цю форму вивели в 1950 році в Чехословаччині.

- «Гном» («Gnom») — крона теж конічна. Дерево щорічно виростає на 3-5 см. Хвоя виразно сіро-зелена, 8-10 мм в довжину. Походження форми відносять до 1969 року (державний розсадник хвойних рослин в Єжиці, Чехословаччина).

- «Граціліс Компакта» («Gracilis Compacta») — карликова форма канадської ялини. Дерево має конічну крону і щорічно виростає на 4-7 см. Хвоя — дуже густа і жорстка, сіро-зелена, 7-10 мм завдовжки. Виведення мутанта відносять до 1960 року (теж в Єжице).

- «Лаурін» («Laurin») — карликова форма, росте дуже повільно — не більше 2,5 см на рік. Пагони розташовані густо. Хвоя — темно-зелена, радіальна, 5-10 мм завдовжки. Максимальна висота дерева — не більше 1,5 м. Форма відібрана в 1970 році в розсаднику Р. Арнольда в Німеччині (м. Голштайн).

- «Нана», Низька («Nana») — карликова форма, до 1 — 2 м заввишки. Щорічно виростає на 2,5-4,5 см. Крона широка, закруглена. Гілки густі, сірі, дуже гнучкі. Хвоя радіальна, тонка, жорстка, сіро-блакитна, 5-7 мм завдовжки. Дерево зимостійке, в культурі відоме з 1828 року. Нині зустрічається нечасто. Рекомендується для групових насаджень в парках та скверах і для вирощування в контейнерах. Ялиною «Нана» озеленюють квартали, балкони і дахи.

- «Пендула» («Pendula») — плакуча форма канадської ялини, виведена А. Кар'єром у парку Версаля (Франція). Гілки сильно схилені донизу. Хвоя — густа, блакитно-зелена.

- «Цукерхут» («Zuckerhut») — карликова форма ялини канадської. Вперше її вивели в 1955 році. Дерево росте повільно, не більше 3-5 см на рік. Максимальна висота — 1,5 м. Крона конічна, з загостреною верхівкою, діаметром 0,5-0,8 м. Кора — сіро-коричнева, гладка або луската. Хвоя розташована радіально, яскраво-зелена, дуже м'яка.

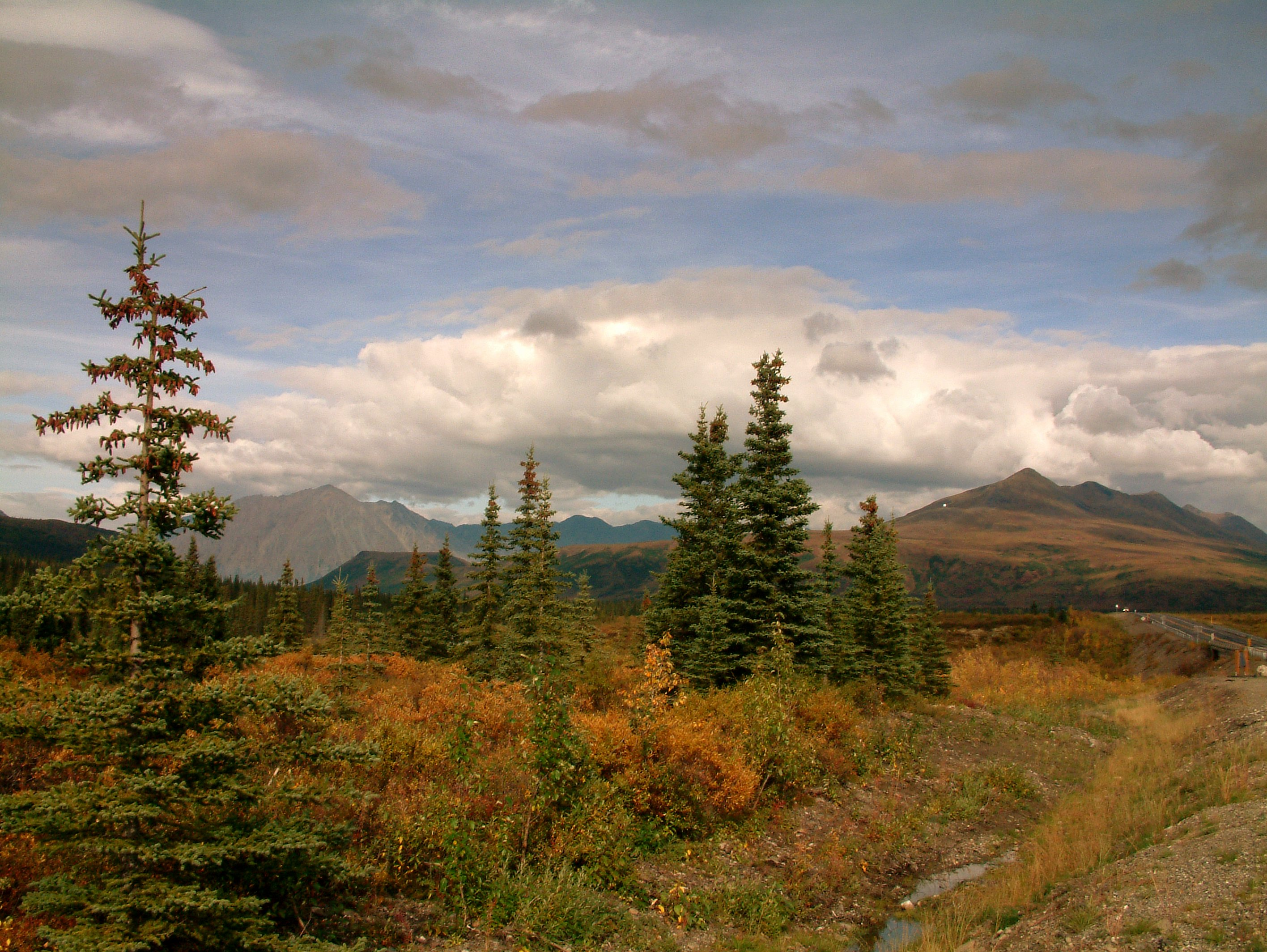
Канадські ялини в Національному парку Деналі (The Denali National Park), Аляска (США)

Дерево відносно тіньовитривале і морозостійке. У молодому віці може страждати від весняних сонячних опіків. До ґрунту невимогливе, але краще росте на свіжих суглинках або супісках.

## Практичне використання

### Промисловість
Ялина канадська, як і більшість інших видів ялин, дає цінну деревину — білу, легку і м'яку. Її широко використовують у будівництві, деревообробній, целюлозно-паперовій промисловості. Також з канадської ялини виготовляють музичні інструменти, в тому числі гітари.

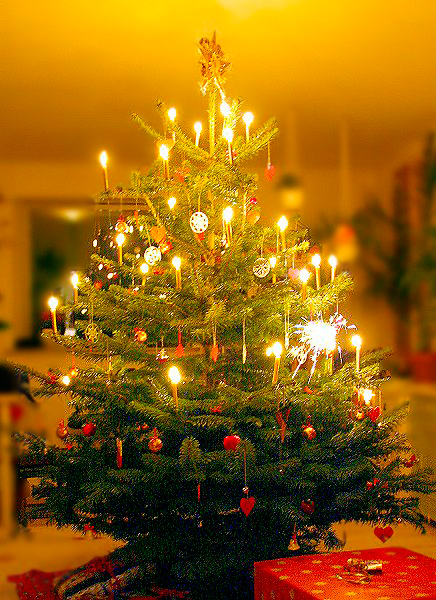
Новорічна ялинка

Кора ялини має 7-15 % дубильних речовин, тому з неї добувають смолу, дьоготь, терпентину, живицю, деревний оцет.

### Озеленення
Ялина канадська — цінна декоративна рослина. Її саджають в парках, скверах, використовують у лісосмугах. Також вона гарно протистоїть вітрам і може використовуватись в вітрозахисних насадженнях.

## Ялина канадська як символ
Ялина канадська, як і її родички — ялина європейська та колюча — часто слугує атрибутом новорічних свят. Дикорослі форми її нерідко зрубують незаконно. Декоративні — розводять в горщиках.